# Chórezmská lidová sovětská republika
Chórezmská lidová sovětská republika (rusky Хорезмская Народная Советская Республика) byl stát vyhlášený 26. dubna 1920 jako nástupce Chivského chanátu. 20. října 1923 se přeměnil na Chórezmskou socialistickou sovětskou republiku